# Вечеш
Вечеш (угор. Vecsés) — місто в центральній частині Угорщини, у медьє Пешт. Фактично є передмістям Будапешта.
Населення - 18 711 осіб (2005). Площа міста - 36,18 км. Щільність населення - 517,16 чол./км².
Поштовий індекс - 2220. Телефонний код (+36) 29.

## Галерея

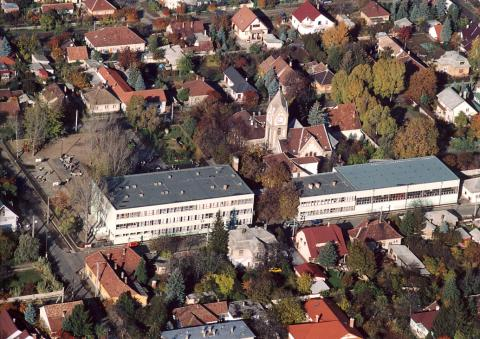
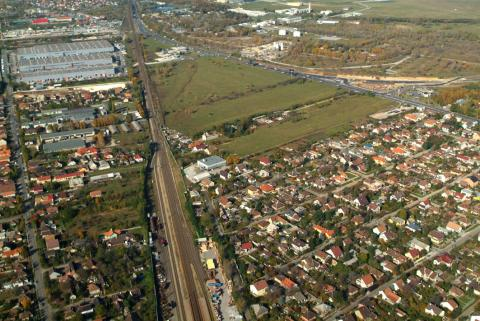
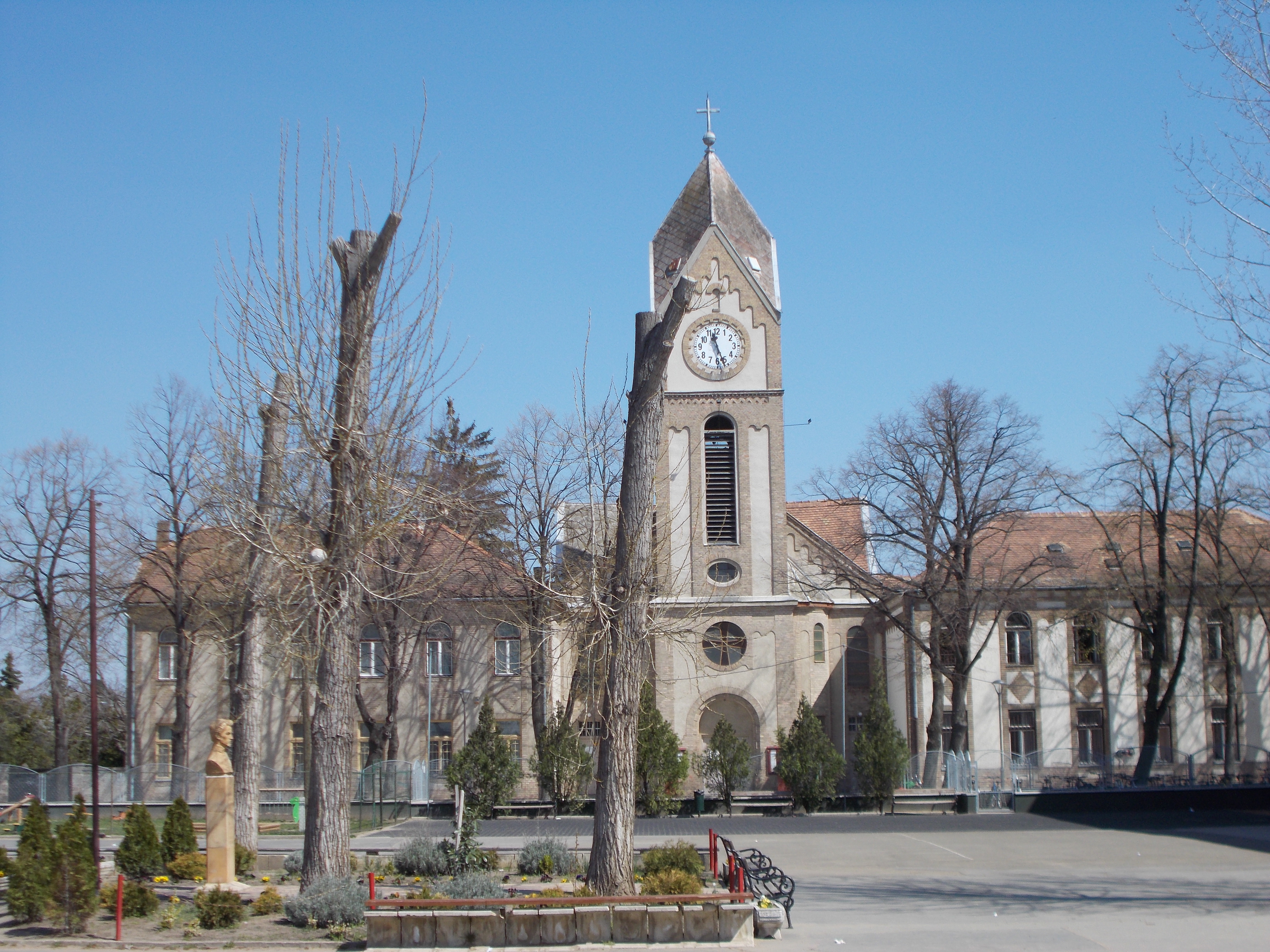

## Динаміка населення
| Рік  | Чисельність | Чисельність |
| ---- | ----------- | ----------- |
| 2013 | 20 164      | [ 2 ]       |
| 2014 | 20 255      | [ 3 ]       |

| Рік  | Чисельність | Чисельність |
| ---- | ----------- | ----------- |
| 2018 | 20 935      | [ 4 ]       |
| 2022 | 21 134      | [ 5 ]       |

| Рік  | Чисельність | Чисельність |
| ---- | ----------- | ----------- |
| 2023 | 21 352      | [ 6 ]       |
| 2024 | 21 383      | [ 1 ]       |

| Рік  | Чисельність | Чисельність |
| ---- | ----------- | ----------- |
| 2013 | 20 164      | [ 2 ]       |
| 2014 | 20 255      | [ 3 ]       |

| Рік  | Чисельність | Чисельність |
| ---- | ----------- | ----------- |
| 2018 | 20 935      | [ 4 ]       |
| 2022 | 21 134      | [ 5 ]       |

| Рік  | Чисельність | Чисельність |
| ---- | ----------- | ----------- |
| 2023 | 21 352      | [ 6 ]       |
| 2024 | 21 383      | [ 1 ]       |

## Міста-побратими
- Райнштеттен, Німеччина
- Лезаря, Румунія